# リベレツ - ツィッタウ線
リベレツ - ツィッタウ線（チェコ語;Železniční trať Liberec–Zittau）は、レンダーバーン社の鉄道線の名称である。路線番号は089。
1859年から1876年にかけて、王立ザクセン邦有鉄道の路線として開業した。2015年3月13日から2023年6月10日まで、ヴァルンスドルフ・ピヴォヴァル・コツォウル - ザイフヘンナースドルフ間が運行休止となり、バス転換されていた。

## 運行形態[3][4]

### 快速「トリレクス・エクスプレス(TLX)」
- ドレスデン～ツィッタウ～リベレツ
平日は一日4.5往復、休日は2時間に1本の運行。ミッテルハーヴィヒスドルフ以北はドイツ国鉄235号線に直通する。
過去の運行状況
2014年以前はチェコ鉄道が運行していた。チェコ国内では普通の快速(Sp)として案内されていた他、休日の2往復が036号線のタンヴァルドまで直通していた。
2014年末にレンダーバーン社に移管され、現在の種別名となった。一日5往復の運行で、036号線への直通は無し。また、半数以上がアンヂェルスカー・ホラ以北各駅停車であった。
2017年度に限り、一日2往復のみの運行であり、また2017年秋はフラーデク以北でバス代行運転を行っていた。
2019年末に、平日2往復、休日2時間に1本の運行となった。アンヂェルスカー・ホラは全列車通過となり、ホティニェとビーリー・コステルは休日のみ、夜間片道1本のみの停車となった。
2020年末に、平日は一日4往復に増発された。アンヂェルスカー・ホラは休日の東行一日1本に限り停車となった。
2021年末に、平日は一日4.5往復に増発された。
2023年度に、快速相当の停車駅で運行する普通列車が、休日夜間の北行に限り設定された。
2024年度に、快速相当の普通列車が、快速に格上げとなった。

### 普通
- リベレツ - ヴァルンスドルフ - ザイフヘンナースドルフ
平日1時間に1本、休日2時間に1本の運行であるが、平日は時間帯により2時間間隔が空くことがある。
過去の運行状況
2019年以前は、1-2時間に1本の運行であった。一部時間帯において半数がリベレツ - フラーデク間の運行で、残りのうち半数が085号線のリブニシチェ方面に直通していた。ヴァルンズドルフ以西は区間便を運行することで2時間に1本前後の本数を確保していた。全列車、アンヂェルスカー・ホラ以北は各駅に停車していた。
2017年秋は、フラーデク - ヴァルンスドルフ（一部グロスシェナウ）間でバス代行運転していた。
2020年度は、多くがヴァルンズドルフまで直通する様になった（ヴァルンズドルフから先は、半数が085号線直通）。
2020年末に、085号線がチェコ鉄道管轄となり、大多数がピヴォヴァル・コツォウルに乗り入れる様になった。また、フラーデク以南は増発され、平日は1時間に1本運行する様になった。
2023年度6月11日より、ザイフヘンナースドルフへの直通を再開した。

- リベレツ - ヴァルンスドルフ - ミクラーショヴィツェ　【春・夏の土曜・休日運行】　※レンダーバーンによる運行
季節限定で、一日1往復の運行。ヴァルンズドルフ以西は085号線に直通する。南行は各駅に停車するが、北行は快速相当の停車駅で、さらにハイネヴァルデも通過する。

## 駅一覧
以下では、レンダーバーン社089号線の駅と営業キロ、停車列車、接続路線などを一覧表で示す。
- 種別
  - TLX：快速
  - TL：普通
- 停車駅
  - ■印：全列車停車
  - ●印：一部通過
  - ○印：一部停車
  - ｜印：全列車通過

| 路線名 | 駅名                                         | 駅間営業キロ | 累計営業キロ       | 累計営業キロ                  | 累計営業キロ          | TLX | TL | 接続路線                             | 所在地       | 所在地       |
| ------ | -------------------------------------------- | ------------ | ------------------ | ----------------------------- | --------------------- | --- | -- | ------------------------------------ | ------------ | ------------ |
| 089    | ザイフヘンナースドルフ駅                     | -            | -1.9               | 中ハーヴィヒスドルフから 15.3 |                       |     | ■  |                                      | ザクセン州   | ゲルリッツ郡 |
| 089    | ヴァルンスドルフ・ピヴォヴァル・コツォウル駅 | 1.9          | コツォウルから 0.0 | 13.4                          |                       |     | ■  |                                      | ウースチー州 | ヂェチーン郡 |
| 089    | ヴァルンスドルフ旧駅                         | 1.1          | 1.1                | 12.3                          |                       |     | ■  |                                      | ウースチー州 | ヂェチーン郡 |
| 089    | ヴァルンスドルフ駅                           | 2.2          | 3.3                | 10.1                          |                       |     | ■  | 085号線（リブニシチェ方面）          | ウースチー州 | ヂェチーン郡 |
| 236    | グロスシェナウ駅                             | 2.6          | 5.9                | 7.5                           |                       |     | ■  |                                      | ザクセン州   | ゲルリッツ郡 |
| 236    | ハイネヴァルデ駅                             | 3.8          | 9.7                | 3.7                           |                       |     | ■  |                                      | ザクセン州   | ゲルリッツ郡 |
| 235    | ミッテルハーヴィヒスドルフ駅                 | 3.7          | 13.4               | 0.0                           | リベレツ旧駅から 32.5 | ｜  | ■  | ドイツ国鉄235号線                    | ザクセン州   | ゲルリッツ郡 |
| 235    | ツィッタウ駅                                 | 5.8          | 19.2               |                               | 26.7                  | ■   | ■  | ドイツ国鉄220号線、ドイツ国鉄238号線 | ザクセン州   | ゲルリッツ郡 |
| 089    | フラーデク・ナド・ニソウ駅                   | 6.5          | 25.7               |                               | 20.2                  | ■   | ■  |                                      | リベレツ州   | リベレツ郡   |
| 089    | ホティニェ駅                                 | 2.7          | 28.4               |                               | 17.5                  | ○   | ■  |                                      | リベレツ州   | リベレツ郡   |
| 089    | ビーリー・コステル・ナド・ニソウ駅           | 4.1          | 32.5               |                               | 13.4                  | ○   | ■  |                                      | リベレツ州   | リベレツ郡   |
| 089    | フラスタヴァ駅                               | 2.9          | 35.4               |                               | 10.5                  | ■   | ■  |                                      | リベレツ州   | リベレツ郡   |
| 089    | フラスタヴァ・アンヂェルスカー・ホラ駅       | 1.9          | 37.3               |                               | 8.6                   | ○   | ■  |                                      | リベレツ州   | リベレツ郡   |
| 089    | マフニーン城駅                               | 2.0          | 39.3               |                               | 6.8                   | ｜  | ●  |                                      | リベレツ州   | リベレツ郡   |
| 089    | マフニーン駅                                 | 0.9          | 40.2               |                               | 5.9                   | ｜  | ●  |                                      | リベレツ州   | リベレツ郡   |
| 089    | リベレツ駅                                   | 5.8          | 46.0               |                               | 0.1                   | ■   | ■  | 030号線、036号線、037号線、086号線   | リベレツ州   | リベレツ郡   |